# Adolph Otto Troitzsch
Adolph Otto Troitzsch (* 28. Januar 1843 in Berlin; † 10. September 1907 ebenda) war ein deutscher Lithograf, Kunstverleger und Druckerei-Unternehmer in Berlin.

## Leben

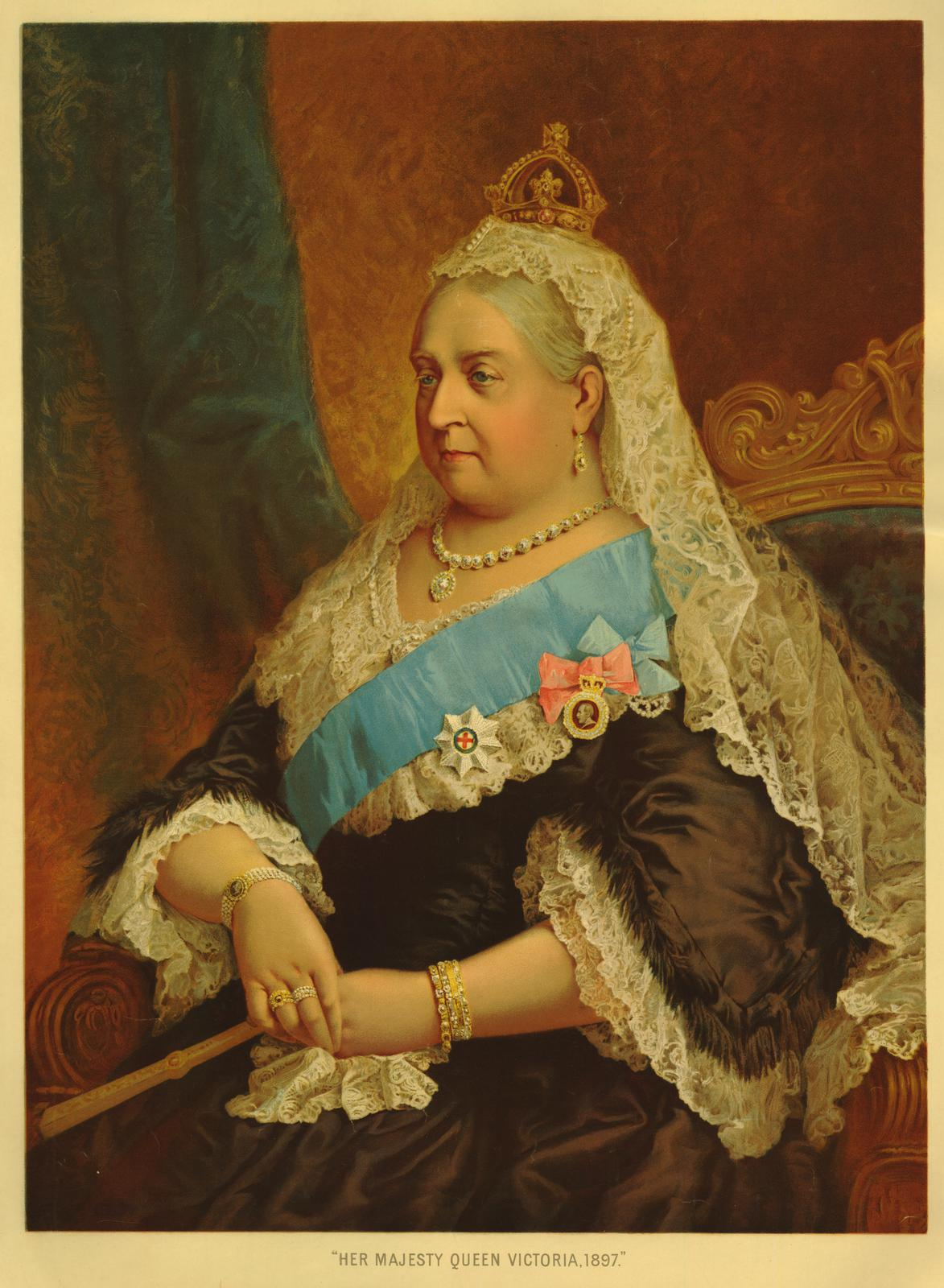
Her Majesty Queen Victoria, 1897, Ölfarbendruck nach einer Fotografie von Alexander Bassano (1829–1913), hergestellt im Königlichen Hof-Kunst-Institut Otto Troitzsch, British Museum

Troitzsch erhielt eine künstlerische Ausbildung an der Kunstakademie Berlin, wo er Mitschüler Anton von Werners war. Später ließ er sich zum Lithografen ausbilden. Er gründete 1868 eine lithografische Anstalt, die bald unter der Bezeichnung Königliches Hof-Kunst-Institut Otto Troitzsch im Gebiet des Ölfarbendrucks Bedeutung erlangte. Troitzsch entwickelte eine eigene Technik, die Chromolithografie mit fotomechanischen Verfahren zu kombinieren: In seinem ab 1877 angewandten Verfahren wurden überarbeitete fotografische Naturaufnahmen Grundlage eines monochromen Lichtdrucks und über oder unter eine Chromolithografie gedruckt. Das Verfahren erzeugte recht plastisch wirkende Bilder und wurde Heliochromie, Heliochromografie oder auch Troitzschotypie genannt. Sein Kunstverlag wurde von 1899 bis 1929 als Vereinigte Kunstinstitute AG fortgeführt. 1927 wurde die Firma als Troitzsch-Druck AG bezeichnet.
Troitzsch gründete außerdem die Vereinigung der Kunstfreunde für die Amtlichen Publikationen der Königlichen National-Galerie zu Berlin und den Verlag für die Kunstfreunde Otto Troitzsch, welcher sich auf die Massenproduktion von Kunstdrucken spezialisierte. 1897 wurde er Direktor des Königlichen (Bei-)Rats der Nationalgalerie.
Troitzsch war ausgezeichnet mit dem Titel Geheimer Kommerzienrat. Er starb nach längerer Krankheit infolge eines Herzschlags im Alter von 64 Jahren in Berlin und wurde er auf dem Friedrichswerderschen Kirchhof II in Berlin-Kreuzberg beigesetzt.